# Туркаев, Хасан Вахитович
Хаса́н Вахи́тович Турка́ев (род. 10 мая 1938, Лаха-Варанды, Чечено-Ингушская АССР) — чеченский советский и российский литературовед и фольклорист. Доктор филологических наук, профессор, заслуженный деятель науки ЧИАССР (1977), заслуженный деятель науки Российской Федерации (2005), член Союза писателей СССР (1980) и Союз писателей России, почётный работник высшего профессионального образования Российской Федерации (2003).

## Биография
Окончил восьмилетнюю школу в селе Быстровка Быстровского района Чуйской области Киргизской ССР. Чтобы помочь родителям, совмещал учёбу с работой: был грузчиком, асфальтировщиком, слесарем. В 1958 году окончил школу рабочей молодёжи.
В 1958 году поступил на историко-филологический факультет Чечено-Ингушского государственного педагогического института. После завершения учёбы в остался в институте ассистентом на кафедре русской и зарубежной литературы. В 1963 году стал заведующим сектора литературы и фольклора Чечено-Ингушского научно-исследовательского института истории, языка и литературы, который возглавлял до 1988 года.
В 1969 году защитил кандидатскую диссертацию «Чеченская советская поэзия, 20-40-е годы» в Дагестанском государственном университете. Докторантуру проходил в Институте мировой литературы им. А. М. Горького Академии наук СССР. В 1984 году защитил докторскую диссертацию «Зарождение и становление реализма в чеченской и ингушской литературах (60-е годы XIX — 40-е годы XX в.)» в Институте грузинской литературы имени Шота Руставели АН Грузинской ССР. В 1990 году стал профессором. В сентябре 1988 года стал заведующим кафедрой литературы Чечено-Ингушского государственного педагогического института, а в ноябре 1992 года — проректором по науке этого вуза.
В 1980 году стал членом Союза писателей СССР. В 2007 году был принят в члены Международной Ассоциации писателей и публицистов.
Первую чеченскую войну пережил в Грозном. В период с 1998 года до завершения второй работал в Москве. После возобновления работы Чеченского государственного университета возглавил в нём кафедру русской литературы XX века.

## Научно-преподавательская деятельность
Первые научные публикации Туркаева появились в конце 1960-х годов: «Путь к зрелости (заметки о чечено-ингушской литературе)», «Писатели советской Чечено-Ингушетии», «Чеченская советская поэзия (20-40-е годы)», «Чеченский рассказ (проблема становления и развития жанра)» и другие. В общей сложности является автором более чем 250 научных работ, из которых 7 монографий. Многие его работы были переведены и изданы за рубежом — в Великобритании, США, странах Ближнего Востока, ряде других стран. Является составителем более шестидесяти собраний сочинений и сборников избранных произведений чеченских писателей и автором вступительных статей и примечаний к ним.
Под его научным руководством были подготовлены к печати 3 тома чечено-ингушского музыкального фольклора, два из которых изданы в Грозном в 1964—1965 годах, 3 тома чечено-ингушского устного народного творчества (1973, 1979 гг.), первый том казачьего фольклора (Песни Терека и Сунжи. Составитель Ю. Г. Агаджанов. — Грозный, 1967), «Илли: героико-эпические песни чеченцев и ингушей». К работе над последней книгой были приглашены известные поэты-переводчики Римма Казакова, Семен Липкин, Наум Гребнев, Яков Козловский, Юлия Нейман и другие.
Результаты его исследований внедрены в практику преподавания в высшей и общеобразовательной школе. Авторы целого ряда учебников и хрестоматий по чеченской литературе (например, учебного пособия по курсу «Литература народов СССР») воспользовались ими при написании своих книг. На его работы опираются преподаватели, читающие спецкурс по литературам народов Северного Кавказа. Является автором учебника по чеченской литературе для 11 класса образовательных школ Чеченской Республики.
Исследования Туркаева печатались в изданиях Академии наук СССР (История советской многонациональной литературы. Т. 5. — М.: Наука, 1974); в «Большой советской энциклопедии» (т. 15), в «Малой литературной энциклопедии», в «Шевченковском словнике» (Киев: Наука, 1976. Тт. 1, 2), «Культура Чечни: история и современные проблемы» (М.: Наука, 2003, изд. 1; М.: Наука, 2006, изд. 2), «Чеченцы в истории, политике, науке и культуре России». 2-е исправленное и дополненное издание (М.: Наука, 2008).
Член авторского коллектива 6-томника «История советской многонациональной литературы» (М.: "Наука", АН СССР), составитель двухтомного собрания сочинений классика чеченской литературы Саида Бадуева (Грозный, 1976-1977 гг.).
В 2007 года Международная ассоциация писателей и публицистов, познакомившись с некоторыми публикациями Хасана Туркаева в журнале «Настоящее время», наградила его Золотой медалью Франца Кафки.
В настоящее время заведующий кафедрой русской литературы XX века Чеченского государственного университета.

## Награды и звания
- Заслуженный деятель науки ЧИАССР (1977 год);
- Почётный работник высшего профессионального образования Российской Федерации (2003 год);
- Заслуженный деятель науки Российской Федерации (2005 год);
- Медаль «За трудовую доблесть»;

### Книги
- Туркаев Хасан. О путях развития чеченской литературы. — Грозный: Чечено-Ингушское книжное издательство, 1973. — 163 с.
- Туркаев Хасан. Путь к художественной правде. — Грозный: Чечено-Ингушское книжное издательство, 1987. — 239 с.
- Туркаев Хасан. В семье братских литератур. — Грозный: Чечено-Ингушское книжное издательство, 1983. — 223 с.
- Туркаев Хасан. Чеченские песни о кабардинцах. — Издательский центр «Эль-Фа», 1999. — 81 с. — ISBN 5881953428, 9785881953423.
- Туркаев Хасан. Чеченская советская поэзия: (20-40-е гг.). — Грозный: Чечено-Ингушское книжное издательство, 1971. — 180 с.
- Туркаев Хасан. Жажда неутолённая. — М.: Молодая гвардия, 2007. — 311 с. — ISBN 5235029976, 9785235029972.
- Туркаев Хасан. Исторические судьбы литератур чеченцев и ингушей: роль русской литературы и родного фольклора в становлении национальных литератур: 60-е годы XIX-40-е годы XX века. — Грозный: Чечено-Ингушское книжное издательство, 1978. — 347 с.
- Туркаев Х. В., Мальсагов А. У. Путь к зрелости: заметки о современной чечено-ингушской литературе. — Грозный: Чечено-Ингушское книжное издательство, 1968. — 86 с.
- Туркаев Х. В., Мальсагов А. У. Писатели советской Чечено-Ингушетии. — Грозный: Чечено-Ингушское книжное издательство, 1969. — 146 с.
- Туркаев Хасан. Культура Чечни: история и современные проблемы / Туркаев Хасан.. — Москва: Наука, 2002. — 380 с. — ISBN 5020088323, 9785020088320.
- Туркаев Хасан. Вопросы чечено-ингушской литературы. — Грозный: Чечено-Ингушское книжное издательство, 1972. — 225 с.
- Туркаев Хасан. Чеченцы в истории, политике, науке и культуре России: исследования и документы. — М.: Наука, 2008. — 630 с. — ISBN 5020339954, 9785020339958.
- Айдаев Ю. А., Дахкильгов И. А., Мальсагов А. О., Нашхоев Р. М., Туркаев Х. В. Илли: героико-эпические песни чеченцев и ингушей / Ахматова Р. С.. — Грозный: Чечено-Ингушское книжное издательство, 1979. — 238 с. — 25 000 экз.
- Туркаев Хасан. Вежараллин болар: литературно-критически статьяш / Туркаев Х. В.. — Грозный: Чечено-Ингушское книжное издательство, 1977. — 182 с.
- Туркаев Хасан. На переломе: монография, литературоведческие, литературно-критические и публицистические статьи / Туркаев Х. В.. — Грозный: Чечено-Ингушское книжное издательство, 1991. — 368 с.
- Туркаев Хасан. Открывая новые горизонты / Туркаев Х. В.. — Грозный: Чечено-Ингушское книжное издательство, 1974. — С. 22-40.
- Гешаев М. Б., Туркаев Х. В. Муслим Гайрбеков. Просветительская и государственная деятельность. — М.: Олвиг, 2013. — P. 224. — ISBN 978-5-85493-176-2, 9785854931762.

### Статьи
- Туркаев Хасан. Россия и Чечня: историко-культурные взаимосвязи // Объединённая газета : газета. — 2001. — № июнь. — С. 6.
- Туркаев Хасан. Образ Северного Кавказа в общественном сознании россиян // Вести республики : газета. — 2011. — № 185—186. — С. 5.

### О Хасане Туркаеве
- Алиева Зарета. Учёные Чечни. — Грозный: ИКАР, 2003. — С. 130-131. — 176 с. — ISBN 5-7974-0075-8.
- Бурчаев Хьалим. Iилманча — литературан таллархо (чеченский) // Даймохк : газета. — 2013. — № 52. — С. 3.
- Исс Тауз. Счастливая ноша // Молодёжная смена : газета. — 2013. — № 48 (1082). — С. 3.
- Лорсанукаев Саид. Вершины профессора Хасана Туркаева // Вайнах : журнал. — 2006. — № 9. — С. 60-62.
- Муджири Оливер. Два века — в одном труде // Молодёжная смена : газета. — 2008. — № 56.
- Сулумова Дэти. «Чеченцы в истории, политике, науке и культуре России» // Вести республики : газета. — 2008. — № 131 (813). — С. 2.
- Муса Гешаев. Знаменитые чеченцы. — М.: Мусаиздат, 2006. — Т. 4. — С. 416-451. — 708 с. — 2000 экз.